# 前田治
前田 治（まえだ おさむ、1965年9月5日 - ）は、日本の元サッカー選手、サッカー指導者。ポジションはFW（センターフォワード）。福岡県福岡市出身。

## 経歴
現役時代はスピード豊かな突破とボールの落下点に絶妙に合わせるポジショニングの良さが特徴のストライカーであった。高校サッカーの強豪帝京高校へ進学すると1983年度の高校選手権決勝の清水東高校戦では決勝点となるボレーシュートを決め同校を4度目の選手権制覇に導く原動力となった。
卒業後の1984年に東海大学に進学。東海大は当時、関東大学リーグ2部に在籍していたが、2年間で1部に昇格させ、昇格初年度の1986年に関東大学リーグ1部優勝に導く原動力となった。また2部時代を含め4年連続得点王を獲得した。これらの活躍によって在学中の1987年に日本代表に選出され、1989年のワールドカップ・イタリア大会アジア1次予選を含め14試合に出場し6得点を挙げた。なお、1988年2月2日、オマーンとの親善試合（マスカット）での得点は自身にとっては日本代表初得点であったが、日本代表にとっては昭和最後の得点だった。また1989年1月20日、イランとの親善試合（テヘラン）で2得点を記録し、このうち1点目は日本代表にとって平成初の得点であった。
1988年に日本サッカーリーグ1部の全日空クラブ（後の横浜フリューゲルス）に入団すると、その年のリーグ新人王を受賞した。その後怪我に悩まされて停滞した時期もあったが、Jリーグ創設に伴い横浜フリューゲルスとチーム名が変更されると、1993年のJリーグサントリーシリーズ（1stステージ）では清水エスパルスとの開幕戦から4試合連続ゴールをあげる等の活躍で、Jリーグオールスターサッカーにも出場、このシーズンは怪我での離脱もあったが、リーグ戦だけで10得点を記録する活躍を見せた。同年の天皇杯では1回戦から準決勝のサンフレッチェ広島戦まで4試合連続得点を記録、(準決勝では先制点を挙げた。)、決勝の鹿島アントラーズ戦ではゴールこそ奪えなかったが、先制点となるPKを獲得するなど、優勝に貢献した。その後、1996年はベンチ、あるいはメンバー外となるなど、出場機会が激減し、この年を最後に現役引退した。
引退後は横浜フリューゲルス/横浜F・マリノスのジュニアユースを指導。2003年に特定非営利活動法人Fスポーツアカデミーを立ち上げ、現在は前田治Fサッカースクールにて子供たちの指導にあたっている。
東京都調布市の小学校に通学していた縁から、現在その調布市をホームタウンとするJリーグクラブ・FC東京の、TOKYO MX制作によるホーム試合中継のレギュラー解説者を務め、東京中日スポーツではFC東京の試合を分析するコラムを担当している。

## 所属クラブ
- 調布市立若葉小学校
- 福岡市立梅林中学校
- 帝京高校
- 東海大学
- 1988年 - 1996年 全日空/横浜フリューゲルス

## 個人成績
| 国内大会個人成績 | 国内大会個人成績 | 国内大会個人成績 | 国内大会個人成績 | 国内大会個人成績 | 国内大会個人成績 | 国内大会個人成績 | 国内大会個人成績 | 国内大会個人成績 | 国内大会個人成績 | 国内大会個人成績 | 国内大会個人成績 |
| 年度             | クラブ           | 背番号           | リーグ           | リーグ戦         | リーグ戦         | リーグ杯         | リーグ杯         | オープン杯       | オープン杯       | 期間通算         | 期間通算         |
| 年度             | クラブ           | 背番号           | リーグ           | 出場             | 得点             | 出場             | 得点             | 出場             | 得点             | 出場             | 得点             |
| 日本             | 日本             | 日本             | 日本             | リーグ戦         | リーグ戦         | JSL杯/ナビスコ杯 | JSL杯/ナビスコ杯 | 天皇杯           | 天皇杯           | 期間通算         | 期間通算         |
| ---------------- | ---------------- | ---------------- | ---------------- | ---------------- | ---------------- | ---------------- | ---------------- | ---------------- | ---------------- | ---------------- | ---------------- |
| 1988-89          | 全日空           | 22               | JSL1部           | 22               | 10               | 2                | 0                |                  |                  |                  |                  |
| 1989-90          | 全日空           | 11               | JSL1部           | 16               | 3                | 3                | 1                |                  |                  |                  |                  |
| 1990-91          | 全日空           | 11               | JSL1部           | 16               | 3                | 4                | 1                |                  |                  |                  |                  |
| 1991-92          | 全日空           | 11               | JSL1部           | 7                | 0                | 1                | 0                |                  |                  |                  |                  |
| 1992             | 横浜F            | -                | J                | -                | -                | 9                | 3                |                  |                  |                  |                  |
| 1993             | 横浜F            | -                | J                | 32               | 10               | 6                | 1                | 5                | 4                | 43               | 15               |
| 1994             | 横浜F            | -                | J                | 39               | 11               | 2                | 0                | 2                | 0                | 43               | 11               |
| 1995             | 横浜F            | -                | J                | 29               | 8                | -                | -                | 2                | 0                | 31               | 8                |
| 1996             | 横浜F            | -                | J                | 3                | 0                | 4                | 0                | 0                | 0                | 7                | 0                |
| 通算             | 日本             | 日本             | J                | 103              | 29               | 21               | 4                |                  |                  |                  |                  |
| 通算             | 日本             | 日本             | JSL1部           | 61               | 16               | 10               | 2                |                  |                  |                  |                  |
| 総通算           | 総通算           | 総通算           | 総通算           | 164              | 45               |                  |                  |                  |                  |                  |                  |

その他の公式戦
- 1990年
  - コニカカップ 6試合3得点

### 出場歴
- Jリーグ初出場・初得点：1993年5月16日 対清水エスパルス戦（三ツ沢公園球技場）

## 代表歴

### 出場大会など
- ユース日本代表
- ユニバーシアード日本代表
- ワールドカップ・イタリア大会予選

### 試合数
- 国際Aマッチ 14試合 6得点(1988-1989)[2]
- 日本代表初出場（国際Aマッチ）：1988年1月27日 対アラブ首長国連邦戦（ドバイ）
- 日本代表初出場：1987年1月8日 対上海市（中国）戦（上海）
- 日本代表初得点：1988年2月2日 対オマーン戦（マスカット）

| 日本代表 | 国際Aマッチ | 国際Aマッチ | その他 | その他 | 期間通算 | 期間通算 |
| 年       | 出場        | 得点        | 出場   | 得点   | 出場     | 得点     |
| -------- | ----------- | ----------- | ------ | ------ | -------- | -------- |
| 1987     | 0           | 0           | 3      | 0      | 3        | 0        |
| 1988     | 5           | 1           | 14     | 4      | 19       | 5        |
| 1989     | 9           | 5           | 9      | 2      | 18       | 7        |
| 通算     | 14          | 6           | 26     | 6      | 40       | 12       |

### 出場
| No. | 開催日         | 開催都市     | スタジアム                         | 対戦相手         | 結果 | 監督     | 大会               |
| --- | -------------- | ------------ | ---------------------------------- | ---------------- | ---- | -------- | ------------------ |
| 1.  | 1988年01月27日 | ドバイ       |                                    | アラブ首長国連邦 | △1-1 | 横山謙三 | 国際親善試合       |
| 2.  | 1988年01月30日 | アブダビ     |                                    | アラブ首長国連邦 | ●0-2 | 横山謙三 | 国際親善試合       |
| 3.  | 1988年02月02日 | マスカット   |                                    | オマーン         | △1-1 | 横山謙三 | 国際親善試合       |
| 4.  | 1988年06月02日 | 愛知県       | 名古屋市瑞穂公園陸上競技場         | 中華人民共和国   | ●0-3 | 横山謙三 | キリンカップ       |
| 5.  | 1988年10月26日 | 東京都       | 国立霞ヶ丘競技場陸上競技場         | 韓国             | ●0-1 | 横山謙三 | 日韓定期戦         |
| 6.  | 1989年01月20日 | テヘラン     |                                    | イラン           | △2-2 | 横山謙三 | 国際親善試合       |
| 7.  | 1989年05月05日 | ソウル       |                                    | 韓国             | ●0-1 | 横山謙三 | 日韓定期戦         |
| 8.  | 1989年05月10日 | 東京都       | 国立西が丘サッカー場               | 中華人民共和国   | △2-2 | 横山謙三 | 国際親善試合       |
| 9.  | 1989年05月13日 | 岡山県       | 岡山県総合グラウンド陸上競技場     | 中華人民共和国   | ○2-0 | 横山謙三 | 国際親善試合       |
| 10. | 1989年05月22日 | 香港         |                                    | 香港             | △0-0 | 横山謙三 | ワールドカップ予選 |
| 11. | 1989年05月28日 | インドネシア |                                    | インドネシア     | △0-0 | 横山謙三 | ワールドカップ予選 |
| 12. | 1989年06月04日 | 東京都       | 国立霞ヶ丘競技場陸上競技場         | 北朝鮮           | ○2-1 | 横山謙三 | ワールドカップ予選 |
| 13. | 1989年06月11日 | 東京都       | 国立西が丘サッカー場               | インドネシア     | ○5-0 | 横山謙三 | ワールドカップ予選 |
| 14. | 1989年06月18日 | 愛知県       | 神戸総合運動公園ユニバー記念競技場 | 香港             | △0-0 | 横山謙三 | ワールドカップ予選 |

### 得点数
| # | 年月日        | 開催地               | 対戦国       | スコア | 結果 | 試合概要                                         |
| - | ------------- | -------------------- | ------------ | ------ | ---- | ------------------------------------------------ |
| 1 | 1988年2月22日 | オマーン、マスカット | オマーン     | 1-1    | 引分 | 親善試合                                         |
| 2 | 1989年1月20日 | イラン、テヘラン     | イラン       | 2-2    | 引分 | 親善試合（サッカー日本代表にとって平成初の得点） |
| 3 | 1989年1月20日 | イラン、テヘラン     | イラン       | 2-2    | 引分 | 親善試合                                         |
| 4 | 1989年5月10日 | 日本、東京           | 中国         | 2-2    | 引分 | 親善試合                                         |
| 5 | 1989年5月13日 | 日本、岡山市         | 中国         | 2-0    | 勝利 | 親善試合                                         |
| 6 | 1989年6月11日 | 日本、東京           | インドネシア | 5-0    | 勝利 | 1990 FIFAワールドカップ予選                      |

## 指導歴
- 1998年 横浜フリューゲルスジュニアユース：コーチ
- 1999年-2000年 横浜F・マリノスジュニアユース菅田：監督
- 2003年- 前田治Fサッカースクール